# Renault Austral
La Renault Austral è un Crossover SUV di fascia media, presentato a marzo 2022 e prodotta dalla casa automobilistica francese Renault a partire dal luglio 2022.

## Nome
Il nome Austral deriva dalla parola latina "australis" ed è stato registrato dalla Renault nel 2005.

## Contesto

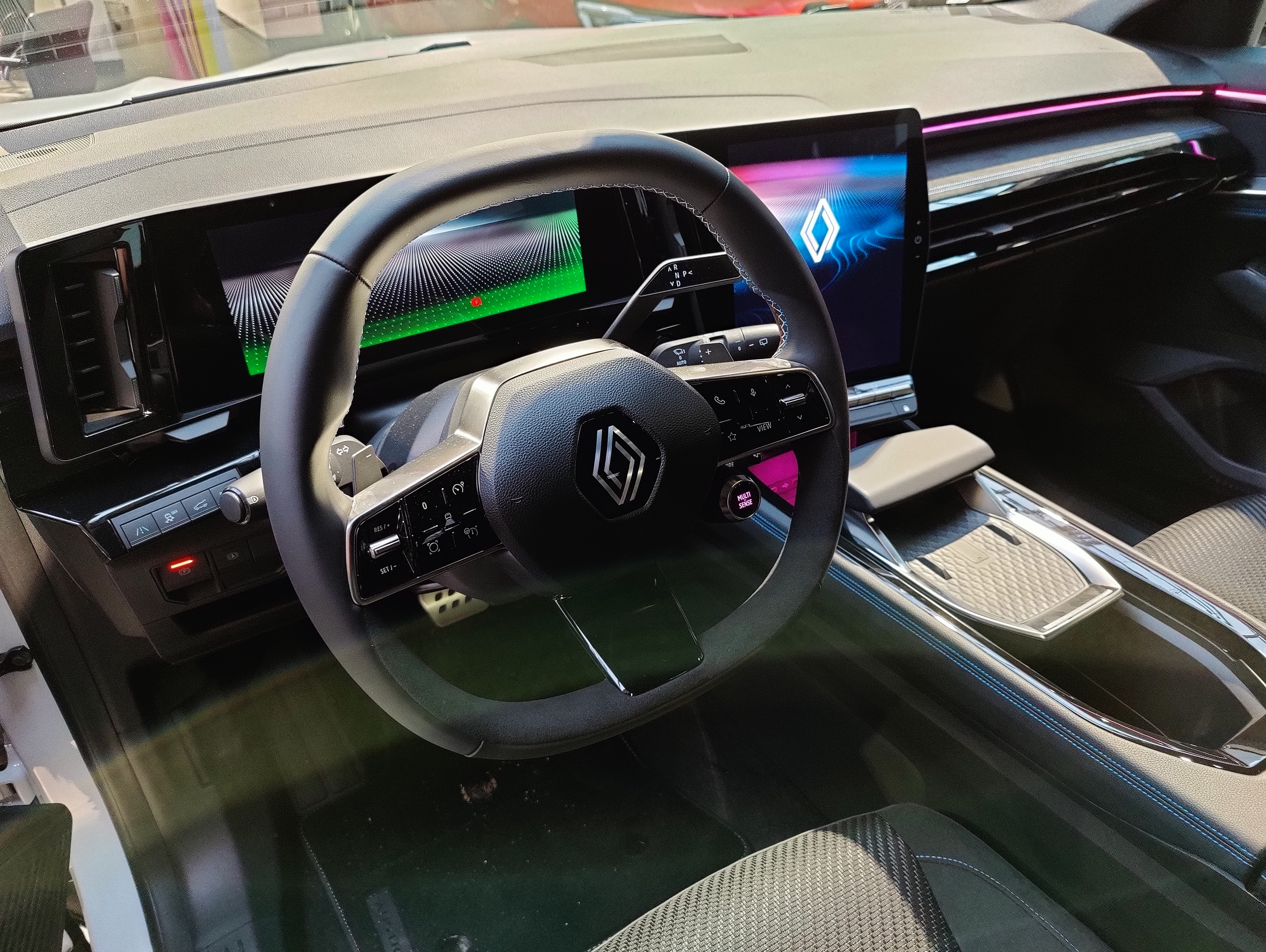
Interni

La Austral, che viene costruita sulla piattaforma modulare CMF-CD (Common Module Family) sviluppata da Renault-Nissan e condivisa con la Nissan Qashqai di terza generazione, è stata presentata in un evento stampa l'8 marzo 2022. La vettura porta all'esordio il nuovo sistema 4CONTROL Advanced, ovvero le 4 ruote sterzanti, che permette alle ruote posteriori di ruotare di 5° nella stessa direzione di quelle anteriori alle alte velocità per incrementare la stabilità, mentre alle basse velocità o in manovra ruotano in senso opposto per migliorarne l'agilità.

## Design
La vettura, che introduce il nuovo logo della casa francese, esteticamente si caratterizza per i fanali sia anteriori che posteriori a LED a forma di C, mentre nell'abitacolo che riprende molti elementi dalla Renault Mégane E-Tech Electric come la plancia e il cruscotto digitali integrati in un unico elemento a forma di "L" e può essere dotata di un sedile posteriore scorrevole.

## Motori
L'Austral è alimentata esclusivamente da motorizzazioni ibride a benzina. 
Il primo propulsore disponibile al lancio è un 4 cilindri turbo benzina da 1,3 litri TCe mHEV con sistema ibrido leggero a 12V da 159 cavalli.
La seconda unità è inedita ed esordisce proprio con l‘Austral: si tratta di un nuovo 3 cilindri turbo da 1,2 litri mHEV a ciclo Miller coadiuvato da un sistema ibrido leggero da 48 V con 131 CV (96 kW) e 205 Nm, disponibile anche in versione totalmente ibrida con sistema da 400 Volt con 199 CV di potenza massima.
| Modello                | Disponibilità    | Motore                           | Cilindrata (cm³) | Potenza                                          | Coppia massima (Nm) | Emissioni CO2 (g/km) | 0-100 km/h (secondi) | Velocità max (km/h) | Consumo medio (km/l) |
| 1.2 TCe                | dal 2023 al 2025 | Ibrido leggero, benzina          | 1199             | 96 kW (131 CV)                                   | 230                 | 118                  | 10,1                 | 174                 | 19,2                 |
| 1.3 TCe                | dal 2023         | Ibrido leggero, benzina          | 1333             | 117 kW (159 CV)                                  | 270                 | 138                  | 9,1                  | 174                 | 16,4                 |
| 1.2 E-Tech full hybrid | dal 2023         | Ibrido autoricaricabile, benzina | 1199             | 96 kW (131 CV) + 50 kW (69 CV) = 146 kW (199 CV) | 205                 | 102                  | 8,4                  | 175                 | 22,2                 |